# Crkva sv. Josipa Radnika u Đurđinu
Crkva sv. Josipa Radnika je katolička crkva u bačkom selu Đurđinu. Župna je crkva župe sv. Josipa Radnika, koja je dijelom dekanata Subotica - Donji Grad.
Ova je župa nekad bila dijelom župe sv. Marka u Žedniku od koje je odvojena, a kao vikarija ustanovljena 1935. god. Đurđin nije imao svoju crkvu, nego su za duhovne potrebe išli u Bajmak, Tavankut ili u Žednik. Godine 1923. u predvečerje Badnjaka viđeni Đurđinčani sastali su se u Žedniku radi osnivanja đurđinske crkvene općine. Biskup Lajčo Budanović odobrio je crkvenu općinu. Za članove općine izabrani su Lazo Dulić, Marko Horvacki, Veco Dulić i dr.
Da bi se izgradilo crkvu, Marijan Jaramazovič darovao je jedan lanac zemlje a Veco Prćić obilato je financijski pomogao izgradnju. Travnja 1935. početi su radovi. Kamen temeljac blagoslovio je biskup Lajčo Budanović. Radovima je nazočio generalni vikar Blaško Rajić. Crkva je podignuta iste godine. Matične knjige vode se od 1938., a potpuno je samostalna župa od 1956. godine. Bogoslužni jezik je hrvatski. Današnji župnik je Lazar Novaković.
Crkva je podignuta 1935., a posvećena je sv. Josipu Radniku. Projektirao ju je 1933. poznati subotički arhitekt Bolto Dulić, sin predsjednika crkvene općine Đurđina, Laze. Sagrađena je u starokršćanskom stilu.
1938. su naručene crkvene orgulje koje su proradile 1939. godine. Blagoslovio ih je generalni vikar Blaško Rajić. Na prigodnom duhovnom koncertu na otvorenju svirao je poznati hrvatski orguljaš Franjo Dugan, a zborom Hrvatskog pjevačkog društva 'Sv. Cecilija' dirigirao je Albe Vidaković, koji je u godinama poslije postao poznati svjetski muzikolog.
Dužina broda je 34 m, širina 12 m, a visina 9 m. Toranj je visok 25 m. Na ovoj je crkvi jedno zvono.
Budući da su đurđinski bunjevački Hrvati tvorci i poznati umjetnici slamarske umjetnosti, ova crkva ima jedinstveni Križni put koji je napravljen - od slame. Slamarske radove u ovoj crkvi ostavile su Marga Stipić, sestre Milodanović Ana, Teza i Đula, Marija Ivković Ivandekić i ostale poznate pletilje.
U ovoj su crkvi vikari bili među ostalim Matiša Zvekanović i Lazar Ivan Krmpotić.